# Emo (slang)

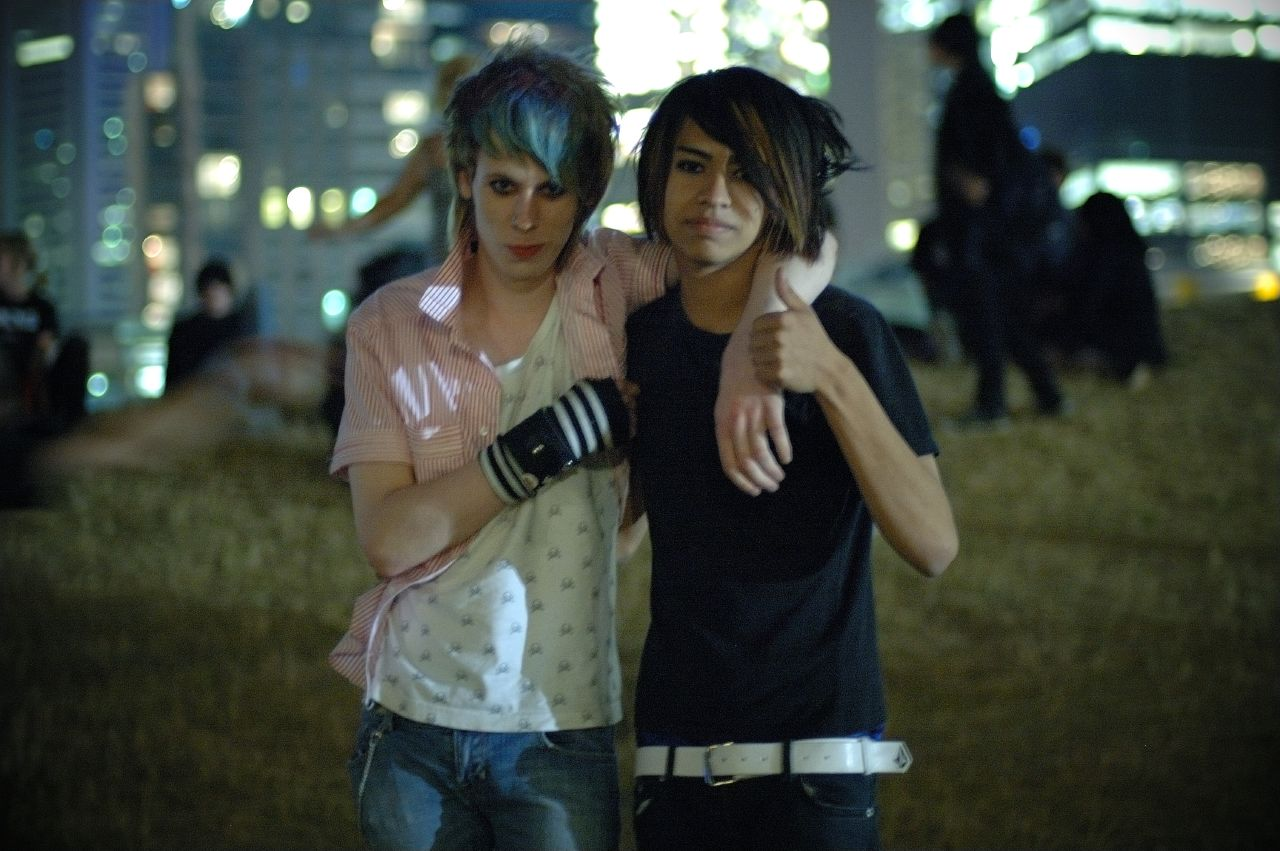
Nastolatkowie reprezentujący styl emo

Emo /ˈi:moʊ/ – dwuznaczny termin slangowy używany do opisania lub w odniesieniu do mody, stylu i postawy połączonej z muzyką post hardcore, pop punk, a także metalcore i Deathcore. Emo może również opisywać muzykę emo lub ogólnie stan emocjonalny („czuć się jak emo”). Jest również (czasami niepochlebnie) używane w stosunku do kogoś ubierającego się jako stereotypowy emo lub kogoś, we własnym mniemaniu, nieprzystosowanego do realiów świata.

## Pochodzenie w muzyce
W swoim początkowym wcieleniu termin emo używany był do opisania podgatunku muzyki hardcore punk, powstałego w Waszyngtonie, w połowie lat 80. W późniejszych latach termin emocore, skrót „emotional hardcore” był również używany do opisania sceny waszyngtońskiej i regionalnych scen, które się z niej zrodziły. Termin wziął się od spontanicznego i wyrazistego okazywania uczuć w czasie występów przez członków zespołów. Najbardziej znanymi nazwami z tego okresu są Rites of Spring, Embrace, One Last Wish, Beefeater, Gray Matter, Fire Party oraz później Moss Icon. „Pierwsza fala” emo zaczęła zanikać po rozpadzie większości zespołów rozpoczynających gatunek, tj. na początku lat 90.
Od połowy lat 90. termin emo zaczął odzwierciedlać scenę indie powstałą pod wpływem m.in. Fugazi, którzy byli pozostałością po „pierwszej fali” emo. Zespoły takie jak Sunny Day Real Estate i Texas Is the Reason rozwinęły bardziej indierockowy styl emo, bardziej melodyczny i mniej chaotyczny z natury niż poprzednio. Tak zwana scena „indie emo” (lub „druga fala” emo) przetrwała do późnych lat 90., jako że wtedy wiele zespołów się rozpadło lub zmieniło styl na inny.
Około roku 2000, jak i po nim wykreowano nowe znaczenie emo, które nie ma żadnego powiązania z muzyką emo lat 80. Prezentowana została nowa scena „mody emo”, w której celem jest wyrażanie siebie i pokazywanie swoich emocji. Słowa „emo” i „screamo” są często używane dla zespołów pop punk, rock oraz metalcore i deathcore.

## Światopogląd i pochodzenie

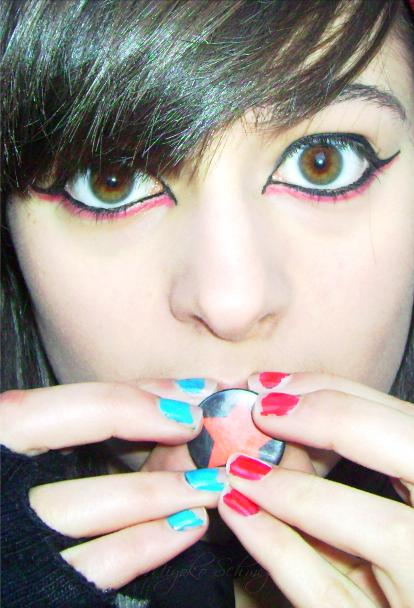
Nastolatka z charakterystycznym makijażem w stylu emo

Emo powstało jako reakcja na agresywny i materialistyczny styl życia amerykańskich raperów. Dotyczy to głównie popełniania przestępstw, zażywania używek, powierzchowności, braku okazywania uczuć oraz konsumpcjonizmu. Sprzeciw ten objawia się także w modzie – czyste, schludne, obcisłe ubrania, nakładanie makijażu oraz zadbane fryzury będące zaprzeczeniem luźnego, ulicznego wyglądu gangsterów. Emo stanowi swoiste połączenie gothic metalu (mroczny wizerunek, głęboka duchowość) i punku (krytyczne podejście do świata, poczucie braku sensu, jednak bez nihilizmu i anarchizmu), ale znacząco różni się od obu tych subkultur. Niektóre elementy emo, jak np. abstynencja od alkoholu i tytoniu, wyzbycie się agresji oraz często wegetarianizm nawiązują do światopoglądu straight edge, jednak nie zawsze się z nim utożsamiają. Ruch emo zawiera pewne cechy XIX-wiecznej filozofii romantycznej, takie jak akcentowanie uczuć i emocji, nastawienie na przeżycia wewnętrzne, indywidualizm, a zwłaszcza werteryzm, jednak nie nawiązuje do niego w żaden sposób.

## Osobowość
Kiedy „emo” używamy w odniesieniu do cech i osobowości danej osoby, większość definicji emo określa osobę będącą emo jako bardzo emocjonalną, wrażliwą, nieśmiałą, zamkniętą w sobie, ponurą i cichą. Muzyka i poezja emo zawiera wiele odniesień do samotności, nieodwzajemnionej miłości i problemów emocjonalnych w związkach. Bycie melodramatycznym lub nadmiernie emocjonalnym jest również często łączone z byciem emo. Wśród członków subkultury zdarzają się osoby o skłonnościach autodestrukcyjnych, dokonujące samookaleczeń (czasem grupowo) lub prób samobójczych.

## Moda

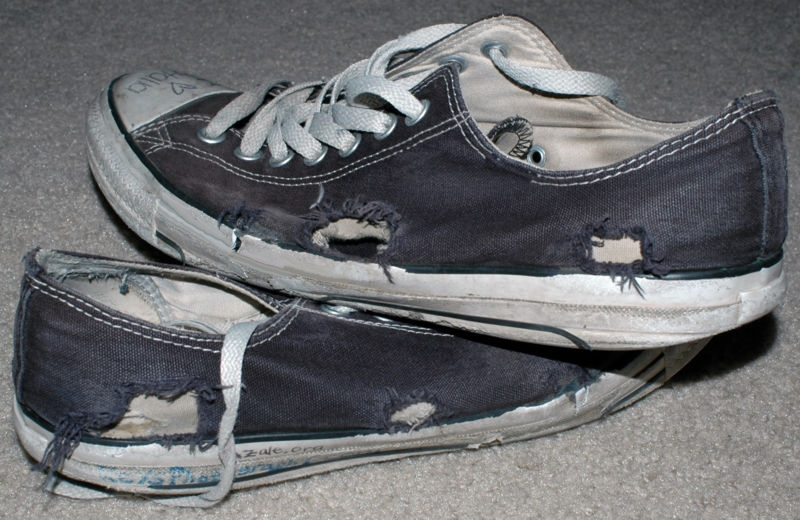
Czarne, stylizowane na zniszczone tenisówki

Przez prawie każdą współczesną definicję styl ubierania emo charakteryzuje się noszeniem dżinsów rurek zarówno przez dziewczyny, jak chłopców, długie ukośne grzywki zaczesane na jedną połowę twarzy, na jedno lub oboje oczu, oczy zarysowane czarną kredką (obie płcie), z reguły czarne, proste włosy, wąskie t-shirty, często z nazwami zespołów rockowych (lub inne markowe t-shirty (najczęściej z kontrowersyjnymi nadrukami)), paski nabijane ćwiekami (najczęściej czarno-biała szachownica), opaski na nadgarstki, materiałowe tenisówki lub inne buty (często stare i zniszczone); jeśli dana osoba nosi okulary, to musi mieć grube, czarne oprawki. Z czasem moda emo się zmieniła; początkowe trendy zawierały fryzury podobne do tych noszonych przez Romulan w Star Treku, wąskie swetry, zapinane do dołu koszule oraz robocze kurtki (często nazywane kurtkami stacji paliw). Ze względu na charakter tej subkultury i jej liczebność, istnieje spore zróżnicowanie w stylu, uczesaniu i poglądach muzycznych u poszczególnych emo.

Emo – karykatura

## Krytyka
Wraz ze wzrostem popularności styl emo zaczął być przedmiotem krytyki. Emo było charakteryzowane jako przejściowa moda, która niedługo zostanie odrzucona i w niedalekiej przyszłości zapomniana. Krytycy uznali modę za „żenującą”, a ludzi jako wyobrażających sobie lub udających, że prowadzą ostre, pełne bólu życie, podczas gdy żyją w wygodnych domach.
JP Poretta z The Fairfield Mirror postrzega członków subkultury jako melodramatycznych nastolatków, którzy udają że próbują popełnić samobójstwo i piszą depresyjną poezję. Część osób oskarża emo o gloryfikowanie samookaleczeń i samobójstw.